# Hjo kommun
58°18′N 14°17′Ø / 58.300°N 14.283°Ø
Hjo kommune ligger i det svenske län Västra Götalands län i landskapet Västergötland ved søen Vättern. Kommunens administrationscenter ligger i Hjo.

## Byer
Hjo kommune har tre byer

(indbyggere pr. 31. december 2005):
| #  | By        | Indbyggere |
| -- | --------- | ---------- |
| 1. | Hjo       | 6,075      |
| 2. | Korsberga | 236        |
| 3. | Blikstorp | 206        |

- Wikimedia Commons har flere filer relateret til Hjo kommun